# Proboszczewice Płockie
Proboszczewice Płockie – przystanek kolejowy i ładownia publiczna w Nowych Proboszczewicach, w województwie mazowieckim, na linii Kutno-Brodnica.

## Ruch pasażerski
| Rok  | Wymiana pasażerska na dobę |
| ---- | -------------------------- |
| 2017 | 0-9                        |
| 2022 | 10-19                      |

Przystanek posiada 2 perony. Tory są niezelektryfikowane. Panuje tu jednak spory ruch towarowy ze względu na bliskość zakładu produkcyjnego (rafinerii) PKN Orlen.
9 grudnia 2007 uruchomiono 5 par autobusów szynowych spółki Koleje Mazowieckie w relacji Kutno-Sierpc.

## Połączenia[3]
Obecnie stacja w Proboszczewicach Płockich obsługuje jeden pociąg regionalny Kolei Mazowieckich relacji Kutno – Gostynin – Płock – Sierpc (R31).
| Linia | Przewoźnik         | Trasa |
| R31   | Koleje Mazowieckie | Kutno – Kutno Azory – Raciborów Kutnowski – Strzelce Kujawskie – Sierakówek – Gostynin – Rogożew – Łąck – Płock Radziwie – Płock – Płock Trzepowo – Proboszczewice Płockie – Gozdowo – Susk – Sierpc |